# David Payne (priester)
David James Payne (St John's Wood (Londen), 12 oktober 1931 – Kentford (Suffolk), 8 maart 2014) was een priester van de Church of England.
Payne ging naar de Sherborne School, een public school in Dorset, en sloot zich aan bij het British Army in Egypte. In 1951 schreef hij zich in aan de Universiteit van Cambridge. Hij behaalde een Bachelor of Arts in 1954 en Master of Arts in 1961 in de natuurwetenschappen. Payne volgde een opleiding tot wijding aan de Universiteit van Oxford. Hij behaalde een Bachelor of Arts in 1960.
Payne werd in 1962 tot diaken gewijd in Christ Church (Oxford). Hij werd in 1963 tot priester gewijd in de Kathedraal van Guildford. Hij begon zijn carrière als kapelaan bij Faringdon van 1962 tot 1963 en Guildford van 1963 tot 1966. Vanaf 1966 was hij rector van Shackleford (Surrey) en Peper Harow (Surrey). Hij vertrok in 1973 om het rectoraat van Odell (Bedfordshire) en het pastoraat van Pavenham (Bedfordshire) te aanvaarden.
In 1978 verliet Payne Odell en Pavenham en kreeg de post van directeur van de Goddelijke genezingmissie (Divine Healing Mission). Het was een christelijke genezingsopwekking door de Church of England in Crowhurst (East Sussex). In 1984 werd hij benoemd tot rector van Wraxall (Somerset). In 1992 trok hij zich terug in Cambridge.